# ケルン楽派
ケルン楽派（英: Cologne School, 独: Kölner Schule）は、1970年代に西ドイツのケルンで活躍した作曲家や演奏家の、緩やかな繋がりを持つグループを指す用語である。

## 作曲家
ケルン楽派に分類される作曲家のほとんどは1960年代に、ケルンのケルン音楽大学およびライン音楽学校のいずれかにおいて、ヴィンコ・グロボカール、マウリシオ・カーゲル、カールハインツ・シュトックハウゼン、ベルント・アロイス・ツィンマーマンの元で、またはヒューゴー・ヴォルフラム・シュミット教授が1963年から1968年にかけてライン音楽大学に設置した「Kölner Kurse für Neue Musik」で学んでいた。
この楽派とその中心人物を定義するにあたり、幾つかの意見の相違が見られる。「ケルン楽派」について述べた最も初期の研究者は、「ケルン楽派」とされる作曲家の大部分が外国人であることを見いだし、代表としてドイツ人ではない7人の作曲家に焦点を当てた。それは、スロバキアのラディスラフ・クプコヴィチ、ハンガリーのエトヴェシュ・ペーテル、ブルガリアのBojidar Dimov、アメリカのダニエル・コルゼンパとジョン・マクガイヤー、エクアドル出身のメシアス・マイグアシュカ、インド出身のクラレンス・バーロウである。
17年後、別の書き手が、バーロウに加えてアイルランドのジェラルド・バリー、南アフリカのケヴィン・ヴォランズ、ドイツのヴァルター・ツィンマーマンの3人が「ケルン楽派」グループの第一波の中心人物であるとし、シュトックハウゼン、カーゲル、それに電子音楽スタジオを保有し、現代音楽のコンサートシリーズや新作委嘱、テレビとラジオの両面で革新的なプログラムへ取り組んでいた西ドイツ放送 (WDR) がこのグループを生み出す鍵であったと述べた。この見解によると、以後の「ケルン楽派」グループの重要な到達点には、クリス・ニューマン、クロード・ヴィヴィエ、それにジョン・マクガイヤーが含まれているが、彼らのアプローチは多くの点で、以前の「ケルン楽派」グループの美意識と対立しているとされている。

## 演奏家
ケルン楽派と特に関連づけられる演奏家の一人は、ピアニストのヘルベルト・ヘンクである。

## 団体
1960年代後半と1970年代にケルンで設立された団体のうちいくつかが、「ケルン楽派」と関連づけられている。1969年初頭に結成され、1972年8月に解散したGeorg Kröll、Heinz Martin Lonquich、ヨーク・ヘラー、Manfred Niehaus、Hans Ulrich Hempert、ロルフ・リーム、Peter Michael Braun、Bojidar Dimovをメンバーとする「Gruppe 8」、1970年に結成されたヨハネス・フリッチュ、David C. Johnson、Rolf Gehlhaarをメンバーとする「Feedback Studio」、ヴァルター・ツィンマーマンにより1977年に設立された「the Beginner-Studio」、エトヴェシュ・ペーテル、メシアス・マイグアシュカ、Joachim Krist、そしてチェリストのGaby Schumacherにより1972年に結成され、1979年まで活動した「エールドルフ・グループ」などが含まれる。

## 関連用語
関連した用語である「ケルン電子音楽楽派」（英: Cologne School of Electronic Music）は、時折、カールハインツ・シュトックハウゼンを含む、1950年代と1960年代に西ドイツ放送のケルン音楽スタジオで主に働いていた作曲家に対して用いられる。